# دیوید سرریا
دیوید سرریا (انگلیسی: David Cerrajería؛ زادهٔ ۴ ژوئن ۱۹۸۳) بازیکن فوتبال اهل اسپانیا است.
از باشگاه‌هایی که در آن بازی کرده‌است می‌توان به باشگاه فوتبال کوردوبا، باشگاه فوتبال لوانته، و باشگاه فوتبال والنسیا اشاره کرد.